# Hattori Dohō
Hattori Dohō ou Hattori Tohō (服部 土芳);  1657 à Iga - 6 mars 1730) est un poète japonais de haïku. Son véritable nom est Hattori Yasuhide (服部 保英),.

## Biographie
Hattori Hattori naît dans une famille au service de la famille royale Tōdō. Enfant, il y fait la connaissance de Matsuo Bashō, âgé de treize ans de plus que lui, qui devient plus tard son  maître. Ses premiers poèmes sont publiés dans le recueil Sarumino (« Le manteau des singes »).
Il publie sous le titre Minomushian (蓑虫庵) une collection de ses propres poèmes et de poèmes d'auteurs de sa région d'origine parus entre 1688 et 1729. Le livre Sanzōshi (三冊子), paru en 1702, est l'une des principales sources d'informations sur la vie de son maître Matsuo Bashō.

## Source de la traduction
- (de) Cet article est partiellement ou en totalité issu de l’article de Wikipédia en allemand intitulé « Hattori Dohō » (voir la liste des auteurs).
- Notices d'autorité :   - VIAF
  - ISNI
  - IdRef
  - LCCN
  - GND
  - Japon
  - CiNii
  - Pays-Bas
  - WorldCat